# 7 Layers
7 Layers – drugi album studyjny holenderskiego piosenkarza Dotana wydany 31 stycznia 2014 roku.

## Odbiór komercyjny
Singel był notowany na listach najczęściej sprzedawanych albumów w trzech państwach, w tym dostał się na szczyt listy przebojów w Holandii. Był także numerem jeden w Holandii w serwisie iTunes. Do streamingowych list przebojów dostała się także edycja specjalna albumu.

## Single
Album promowały trzy single. Pierwszy z nich, „Fall”, został wydany 7 marca 2014 roku i dostał się na listy przebojów w Holandii. Drugi pt. „Home”, najpopularniejszy z albumowych utworów, stał się singlem numer jeden we Flandrii. Ostatni z singli, „Hungry”, został wydany 15 grudnia 2014 roku.

## Lista utworów
| 7 Layers (edycja standardowa) | 7 Layers (edycja standardowa) | 7 Layers (edycja standardowa)    | 7 Layers (edycja standardowa)    | 7 Layers (edycja standardowa) |
| Nr                            | Tytuł utworu                  | Autorzy                          | Produkcja                        | Długość                       |
| ----------------------------- | ----------------------------- | -------------------------------- | -------------------------------- | ----------------------------- |
| 1.                            | „Let the River In”            | Dotan Harpenau, Will Knox        | Dotan Harpenau                   | 3:08                          |
| 2.                            | „Fall”                        | Dotan Harpenau                   | Dotan Harpenau                   | 4:11                          |
| 3.                            | „Hungry”                      | Dotan Harpenau, Mark van Brugger | Dotan Harpenau                   | 3:30                          |
| 4.                            | „Hush”                        | Dotan Harpenau                   | Dotan Harpenau                   | 4:29                          |
| 5.                            | „7 Layers”                    | Dotan Harpenau, Will Knox        | Dotan Harpenau                   | 3:35                          |
| 6.                            | „Home”                        | Dotan Harpenau                   | Dotan Harpenau                   | 4:28                          |
| 7.                            | „Tonight (Interlude)”         | Dotan Harpenau                   | Dotan Harpenau, Mark van Brugger | 1:10                          |
| 8.                            | „Home II”                     | Dotan Harpenau                   | Dotan Harpenau                   | 5:32                          |
| 9.                            | „Swim To You”                 | Dotan Harpenau                   | Dotan Harpenau                   | 3:11                          |
| 10.                           | „It Gets Better”              | Dotan Harpenau, Will Knox        | Dotan Harpenau                   | 3:51                          |
| 11.                           | „Waves”                       | Dotan Harpenau, Martin Sjølie    | Dotan Harpenau                   | 4:15                          |
| 12.                           | „Ghost”                       | Dotan Harpenau                   | Dotan Harpenau                   | 4:02                          |
|                               |                               |                                  |                                  | 45:22                         |

| 7 Layers (Specjal Edition) (edycja specjalna) | 7 Layers (Specjal Edition) (edycja specjalna) | 7 Layers (Specjal Edition) (edycja specjalna) | 7 Layers (Specjal Edition) (edycja specjalna) | 7 Layers (Specjal Edition) (edycja specjalna) |
| Nr                                            | Tytuł utworu                                  | Autorzy                                       | Produkcja                                     | Długość                                       |
| --------------------------------------------- | --------------------------------------------- | --------------------------------------------- | --------------------------------------------- | --------------------------------------------- |
| 1.                                            | „Let the River In”                            | Dotan Harpenau, Will Knox                     | Dotan Harpenau                                | 3:08                                          |
| 2.                                            | „Fall”                                        | Dotan Harpenau                                | Dotan Harpenau                                | 4:11                                          |
| 3.                                            | „Hungry”                                      | Dotan Harpenau, Mark van Brugger              | Dotan Harpenau                                | 3:30                                          |
| 4.                                            | „Hush”                                        | Dotan Harpenau                                | Dotan Harpenau                                | 4:29                                          |
| 5.                                            | „7 Layers”                                    | Dotan Harpenau, Will Knox                     | Dotan Harpenau                                | 3:35                                          |
| 6.                                            | „Home”                                        | Dotan Harpenau                                | Dotan Harpenau                                | 4:28                                          |
| 7.                                            | „Tonight (Interlude)”                         | Dotan Harpenau                                | Dotan Harpenau, Mark van Brugger              | 1:10                                          |
| 8.                                            | „Home II”                                     | Dotan Harpenau                                | Dotan Harpenau                                | 5:32                                          |
| 9.                                            | „Swim To You”                                 | Dotan Harpenau                                | Dotan Harpenau                                | 3:11                                          |
| 10.                                           | „It Gets Better”                              | Dotan Harpenau, Will Knox                     | Dotan Harpenau                                | 3:51                                          |
| 11.                                           | „Waves”                                       | Dotan Harpenau, Martin Sjølie                 | Dotan Harpenau                                | 4:15                                          |
| 12.                                           | „Ghost”                                       | Dotan Harpenau                                | Dotan Harpenau                                | 4:02                                          |
| 13.                                           | „Tonight”                                     |                                               | Dotan Harpenau                                | 3:55                                          |
| 14.                                           | „Home III”                                    |                                               | Dotan Harpenau                                | 2:59                                          |
| 15.                                           | „Fall” (Living Room Session)                  | Dotan Harpenau                                | Dotan Harpenau                                | 3:44                                          |
| 16.                                           | „Hungry” (Living Room Session)                | Dotan Harpenau, Mark van Brugger              | Dotan Harpenau                                | 3:21                                          |
| 17.                                           | „Home” (Live)                                 | Dotan Harpenau                                | Dotan Harpenau                                | 5:14                                          |
|                                               |                                               |                                               |                                               | 1:04:35                                       |

## Notowania
| Terytorium | Notowanie                      | Pozycja | Źr.    |
| ---------- | ------------------------------ | ------- | ------ |
| Belgia     | Ultratop 200 Albums (Flandria) | 7       | [ 9 ]  |
| Belgia     | Ultratop 200 Albums (Walonia)  | 43      | [ 10 ] |
| Holandia   | Dutch Album Top 100            | 1       | [ 1 ]  |
| Holandia   | Dutch Combialbum Top 100       | 2       | [ 1 ]  |
| Niemcy     | Top 100 Album                  | 21      | [ 11 ] |

| Terytorium | Notowanie            | Pozycja | Źr.    |
| ---------- | -------------------- | ------- | ------ |
| Belgia     | Jaaroverzichten 2014 | 52      | [ 12 ] |

| Terytorium | Notowanie            | Pozycja | Źr.    |
| ---------- | -------------------- | ------- | ------ |
| Belgia     | Jaaroverzichten 2015 | 38      | [ 13 ] |

| Terytorium | Notowanie            | Pozycja | Źr.    |
| ---------- | -------------------- | ------- | ------ |
| Belgia     | Jaaroverzichten 2016 | 160     | [ 14 ] |

## Certyfikaty
| Kraj            | Certyfikat         | Sprzedaż | Źr.    |
| --------------- | ------------------ | -------- | ------ |
| Holandia (NVPI) | 2× platynowa płyta | 80 000+  | [ 15 ] |

## Historia wydania
| Obszar     | Data              | Format                      | Wersja           | Wytwórnia             | Źr.    |
| ---------- | ----------------- | --------------------------- | ---------------- | --------------------- | ------ |
| Holandia   | 21 listopada 2014 | CD                          | wersja specjalna | Universal Music Group | [ 8 ]  |
| Holandia   | 21 listopada 2014 | digital download, streaming | wersja specjalna | Universal Music Group | [ 16 ] |
| Cały świat | 6 kwietnia 2014   | digital download, streaming | oryginał         | Universal Music Group | [ 17 ] |
| Cały świat | 31 stycznia 2014  | winyl                       | oryginał         | Universal Music Group | [ 18 ] |
| Cały świat | 31 stycznia 2014  | CD                          | oryginał         | Universal Music Group | [ 19 ] |